# Mary Livermore
Pour les articles homonymes, voir Livermore (homonymie).
Mary Ashton Rice, dite Mary Livermore (19 décembre 1820 - 23 mai 1905), est une journaliste américaine et militante des droits des femmes.

## Biographie

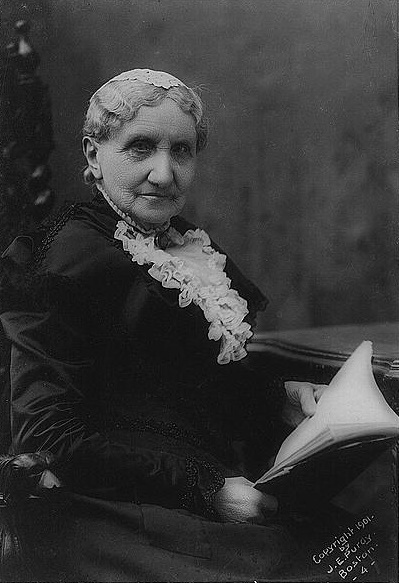
Mary Livermore en 1901.

Mary Ashton Rice est née à Boston, Massachusetts le 19 décembre 1820 ; ses parents étaient Timothy Rice et Zebiah Vose (Ashton) Rice,. Elle est une descendante directe de Edmund Rice, un immigrant puritain de la colonie de la baie du Massachusetts.  Elle étudia au Charlestown Female Seminary (Massachusetts) et lu toute la bible chaque année jusqu'à l'âge de 23 ans. Elle sort diplômée du séminaire en 1836, mais y reste comme professeure pendant deux ans. En 1839, elle commence un travail en tant que tutrice dans une plantation de Virginie. Après avoir assisté à l'institution cruelle de l'esclavagisme, elle devient abolitionniste. En 1842, elle quitte la plantation pour diriger une école privée à Duxbury (Massachusetts), où elle travailla pendant trois ans.   
Elle épousa Daniel P. Livermore, un pasteur universaliste en mai 1845 et, en 1857, ils déménagent à Chicago. Elle publie une collection de 19 essais intitulé Pen Pictures en 1863. En tant que membre du United States Sanitary commission, elle fait campagne pour Abraham Lincoln lors de l'élection présidentielle de 1860.
Pendant la guerre de Sécession, elle est volontaire dans une association de la United States Sanitary Commission. En tant qu'agent de la branche nord-ouest, elle assiste à un conseil de la commission sanitaire nationale à Washington en décembre 1862, supervisant de nombreuses aides à la société, visitant des hôpitaux militaire, et en 1863, organisant la foire sanitaire du nord-ouest à Chicago qui récolta 86 000 $. Le président Lincoln donna sa propre copie de la proclamation d'émancipation, qui fut vendue à 10 000 $.
Après la guerre, elle se dévoua au droit de vote des femmes (au côté de Lucy Stone et Julia Ward Howe) et à la Ligue de tempérance, fondant à Chicago en 1869 The Agitator. En 1870, après qu'elle a déménagé à Boston, ce périodique est mentionné dans le Woman's Journal, duquel elle était par ailleurs une des éditrices jusqu'en 1872.
Comme de nombreux universalistes à l'époque, elle était intéressée par le spiritualisme, et après la mort de son mari en 1899, elle était convaincu qu'il communiquait avec elle à travers un medium. Elle meurt à Melrose (Massachusetts) le 23 mai 1905.

## Hommage
Près de 40 ans après sa mort, elle donne son nom à un bateau de la Seconde Guerre mondiale, le SS Mary Livermore.

## Ses œuvres
- The Children's Army (1844), temperance stories.
- The Twin Sisters: or, The History of Two Families, collected in The Two Families; and The Duty that Lies Nearest. Prize Stories (1848), a temperance story.
- A Mental Transformation (1848).
- Pen Pictures (1863), short stories.
- What Shall We Do With Our Daughters? and Other Lectures
- My Story of the War: The Civil War Memories of the Famous Nurse, Relief Organizer and Suffragette (1887/1995) with Introduction by Nina Silber. New York: De Capo Press.
- The story of my life ; or, The sunshine and shadow of seventy years (1897).
- Cooperative Womanhood in the State.(1891) North American Review 153 p. 283–295.